# 德米特罗·斯托罗茹克
德米特罗·阿纳托利耶维奇·斯托罗茹克（烏克蘭語：Дмитро Анатолійович Сторожук，1985年11月12日—）是乌克兰律师和政治家，曾擔任乌克兰第一副检察长以及乌克兰国家行政服务局局长。